# Fier
Fier (em Língua albanesa Fieri) é uma cidade e município (em albanês:  bashkia) da Albânia. É a capital do distrito de Fier e da prefeitura de Fier.
Fier está localizada a 100 km da capital Tirana e tem 56 297 habitantes (censo 2001).
É uma cidade muito importante como centro de comunicação entre as rodoviárias de todo o país.
A cidade possui uma rica história, em suas imediações existem três sítios arqueológicos de importância nacional: Apolónia, Búlis e Ardenica.
É geminada com Cleveland.

## Economia
Fier é uma importante cidade industrial e é construído sobre um afluente do Gjanica Seman, e é cercado por pântanos. Com Patos, cidade vizinha, que é o centro de petróleo, betume e indústrias químicas na Albânia. Fier é um lugar ideal para ficar para visitar os principais locais de música clássica na vizinhança Búlis e cidade de Apolônia. A população é mista ortodoxos e muçulmanos (típica de cidades no sul da Albânia). As estradas principais conduzem a praça central sul de Vlora (35 km/22 milhas) e da cidade oriental de petróleo e química dos Patos (8 km/5.0 milhas).

## Outras imagens

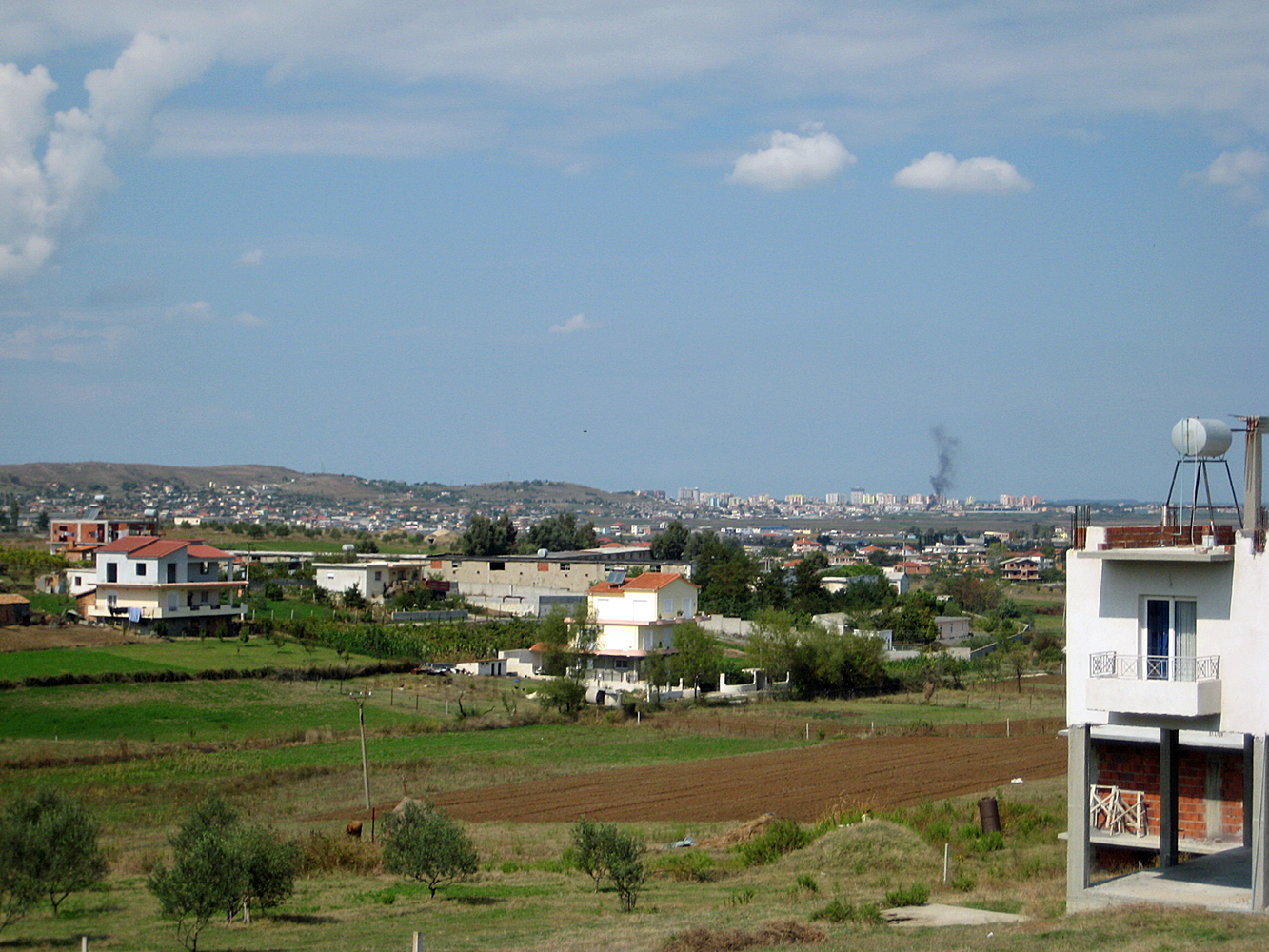
Panorama de Fier.